# The K&D Sessions
The K&D Sessions est un album de remixes de Kruder & Dorfmeister sorti en 1998,. Il est publié par le label Studio !K7 et comprend deux disques. Il est réédité en 2014.
.

## Disque 1
1. Heroes (Kruder's Long Loose Boosa) - Roni Size
2. Jazz Master (K&D Session) - Alex Reese
3. Speechless (Drum 'n' Bass) - Count Basic (de)
4. Going Under (main version) - Rockers Hi-Fi (en)
5. Bug Powder Dust (K&D Session) - Bomb The Bass
6. Rollin' On Chrome (Wild Motherfucker Dub) - Aphrodelics
7. Useless (K&D Session) - Depeche Mode
8. Gotta Jazz - Count Basic
9. Donaueschingen (Peter Kruder's Donaudampfschifffahrtsgesellschafts-kapitanskäjütenremix) - Rainer Trüby Trio (de)
10. Trans Fatty Acid (K&D Session) - Lamb

## Disque 2
1. Gone (K&D Session) - David Holmes
2. Sofa Rockers (Richard Dorfmeister Remix) - Sofa Surfers
3. Eastwest (Stoned Together) - Mama Oliver
4. Bug Powder Dust (Dub) - Bomb The Bass
5. Boogie woogie - Kruder & Dorfmeister
6. Where Shall I Turn (K&D Session vol. 2) - Sin
7. 1st Of Tha Month (K&D Session) - Bone Thugs 'N Harmony
8. Lexicon - Kruder & Dorfmeister
9. Bomberclaad Joint (K&D Session) - Knowtoryous
10. Going Under (Evil Love and Insanity Dub) - Rocker's Hi-Fi
11. Million Town (K&D Session) - Strange Cargo